# جولة ركوب الدراجات التشيكية 2017
جولة ركوب الدراجات التشيكية 2017 (بالألمانية: Czech Cycling Tour 2017) هو سباق دراجات هوائية، وهو الموسم رقم 8 من السباق، وأقيم خلال الفترة 10 أغسطس 2017، وحتى 13 أغسطس 2017، وامتدّ لمسافة 562.6 كيلومتر، وهو أحد سباقات طواف أوروبا للدراجات 2017، وهو من نوع سباق المرحلة، وقد شارك في السباق 133 متسابقاً ووصل إلى نهايته 110 متسابقاً.
فاز فيه بالمركز الأول جوزيف سيرني، وبالمركز الثاني جان بارتا، وبالمركز الثالث جان تراتنيك، والفريق الفائز في ترتيب الفرق بورا هانسغروه 2017.

## الفرق
| فريق عالمي- Bora-Hansgrohe فرق قارية محترفة (3)- CCC Development Team ‏ - ويلير تريستينا-سيل إيطاليا 2017 ‏ - Bardiani CSF فرق قارية (14)- إلكوف كاسبر ‏ - SEG Racing Academy ‏ - Sportland Niederösterreich ‏ - Team Felt–Felbermayr ‏ - أدريا موبيل 2017 ‏ - Astana City ‏ - Team Waoo ‏ - CK Příbram Fany Gastro ‏ - أونو-إكس موبيليتي ‏ - فريق تيرول كيه تي إم للدراجات ‏ - Kolss Cycling Team ‏ - MG.K vis Colors for Peace ‏ - دوكلا بانسكا بيستريتسا 2017 ‏ - Mazowsze Serce Polski ‏ |  |
| |  |

## الفائزون
| الترتيب    | الفائز           |
| ---------- | ---------------- |
| الفائز     | جوزيف سيرني      |
| الثاني     | جان بارتا        |
| الثالث     | جان تراتنيك      |
| حسب النقاط | سام بينيت        |
| تسلق الجبل | Andriy Vasylyuk ‏ |
| أفضل شاب   | ميكال شليغل      |
| الفريق     | بورا هانسغروه    |

## وصلات خارجية
- الموقع الرسمي
- لمحة عن سباق جولة ركوب الدراجات التشيكية 2017 على موقع  ProCyclingStats   (برو  سايكلنج  ستاتس) - إحصاءات  محترفي  الدراجات.

- جولة ركوب الدراجات التشيكية 2017 على موقع إحصائيات الدراجات الإحترافية (الإنجليزية)